# Romeinse villa Landgraaf-Schaesberg
De Romeinse villa Landgraaf-Schaesberg is een Romeinse villa in de gemeente Landgraaf in de Nederlandse provincie Limburg. De villa lag op een plaats tegenwoordig ten noordwesten van Schaesberg en ten zuidwesten van Kakert. Het terrein met de villa ligt aan de oostzijde van Kasteel Schaesberg en ten noorden van de heuvelrug Leenderberg met de Leenderkapel.
De villa was van het type rustica met mogelijk industrieel karakter en was een van de ruim honderd villa's van dit type in Zuid-Limburg. Op zo'n 1,2 kilometer zuidelijker lag destijds de Via Belgica met het tracé tussen Heerlen en Keulen. Zo'n kilometer naar het westen lag de Romeinse villa Meezenbroek.

## Vondsten
Het terrein bevat een villa of een villacomplex en mogelijk was er een baksteenoven uit de Romeinse tijd. In het perceel trof men grote hoeveelheden dakpannen aan en bekapt natuursteen. Ook werd er op een plek een grote hoeveelheid tegels, dakpannen en tubuli (holle wandstenen). Een groot deel daarvan waren misbaksels (gesinterd en deels zelfs verglaasd), waardoor er vermoed wordt dat hier een Romeinse baksteenoven moet zijn geweest.